# Суоветаурілії
Суоветаурілії (лат. Suovetaurilia, pl. Solitaurilia) — певна форма жертви тварин у римській релігії.
Під час ритуалу три тварини для жертви обводилися навколо певного місця чи людей, яких треба було оберегти від шкоди чи гріхів. Ці тварини — кабан (sus), баран (ovis) та бик (taurus). Потім звірів вбивали, та як було звично при античному жертвоприношенню, м'ясо смажили зі спеціями, оскільки дим від жертв був основним харчовим продуктом античних богів. Смажене м'ясо вживали у їжу, з'їдали. При цьому розрізняли suovetaurilia lactentia — жертвоприношення молодих тварин (порося, ягня, теля) та suovetaurilia minora — дорослі жертовні тварини.
Суоветаурілії відбувалися при Lustrum, при очищенні (lustratio) військ, ритуалах Арвальських братів при церемонії Амбарвалії та Амбурбія, а також при Spolia opima та тріумфальному ході.
Марк Порцій Катон Старший у своєму творі De agri cultura надає повний опис процедури Суоветаурілії.